# The Fringes of the Fleet
The Fringes of the Fleet è il titolo di un ciclo di canzoni scritto nel 1917 dal compositore inglese Edward Elgar, utilizzando versi di poesie di Rudyard Kipling (1865-1936) tratte dall'opuscolo con lo stesso titolo, scritto nel 1915 e contenente saggi e poesie su argomenti nautici della prima guerra mondiale.

## Storia
Nel gennaio del 1916 Lord Charles Beresford chiese a Elgar di trarre delle canzoni da alcuni versi dell'opuscolo di Kipling: Elgar ne scelse quattro e li ambientò per quattro voci maschili.
A tre delle quattro canzoni diede titoli diversi rispetto alle poesie originali:
- The Lowestoft Boat – usa le parole della poesia con lo stesso titolo.
- Fate's Discourtesy – utilizza la poesia "A Song in Storm". Le parole "Fate's discourtesy" (Scortesia del destino) appaiono nel ritornello di tutti e tre i versi. Edward German mise in musica la stessa poesia per voce e pianoforte nel 1916, dando il titolo della prima frase "Be well assured" ("Siate certi").
- Submarines – utilizza la poesia "Tin Fish".
- The Sweepers – utilizza la poesia "Mine Sweepers".[2]

Il lavoro fu dedicato dal compositore "... al mio amico ammiraglio Lord Beresford". La prima esibizione fu, su suggerimento di Elgar, parte di uno spettacolo di varietà per i tempi di guerra al London Coliseum l'11 giugno 1917 e i cantanti furono i baritoni Charles Mott (a seguito della sua esibizione in The Starlight Express), Harry Barratt, Frederick Henry e Frederick Stewart. Lo spettacolo andò in scena per quattro settimane con due esibizioni al giorno ed ebbe sempre un grande successo. Nella produzione il sipario si alzava sulla scena di un porto marittimo, fuori da una osteria, con i quattro cantanti in abiti da marinaio mercantile alla buona, seduti attorno a un tavolo.
- Inside the Bar

La canzone Inside the Bar, con parole di Sir Gilbert Parker, fu successivamente aggiunta al ciclo ed eseguita dagli stessi cantanti nello stesso teatro esattamente due settimane dopo. Le canzoni furono così popolari che più tardi quell'anno Elgar diresse le canzoni nelle sale musicali britanniche di provincia (Stoke, Manchester, Leicester e Chiswick), con Charles Mott (che era stato arruolato) sostituito da George Parker.
Per ragioni che Elgar non capì all'epoca, quando tornarono al Coliseum alla fine di quell'anno, Kipling apparve e obiettò che le sue canzoni venivano eseguite nelle sale da musica. Kipling era sconvolto dalla notizia che suo figlio John era scomparso.
Il cantante di Elgar, Charles Mott, fu in seguito ucciso in Francia nel maggio del 1918.

## Incisioni
- La prima registrazione fu fatta il 4 luglio 1917, con i cantanti Charles Mott, Frederick Henry, Frederick Stewart e Harry Barratt ed Elgar alla direzione di una "Orchestra Sinfonica". Questa registrazione acustica fu realizzata per The Gramophone Company ed apparve sotto l'etichetta H.M.V., su dischi D453-4.[6]

- Canzoni e musica per pianoforte di Edward Elgar "The Fringes of the Fleet" eseguita da Peter Savidge (baritono) con Mark Bamping, William Houghton ed Edward Whiffin (coro) e David Owen Norris (che suona il pianoforte Broadwood del 1844 di Elgar)

- Elgar: War Music Paul Kenyon, Stephen Godward, Simon Theobald, Russell Watson (baritoni), Barry Collett (direttore), Rutland Sinfonia

- Il CD con il libro Oh, My Horses! Elgar and the Great War[7] ha molte registrazioni storiche tra cui la registrazione di Fringes of the Fleet del 1917 con Charles Mott, Frederick Henry, Frederick Stewart e Harry Barratt (baritoni) diretta da Elgar

- Roderick Williams/Guildford Philharmonic Orchestra/Tom Higgins (Somm) SOMMCD243[8] Questa registrazione della Guildford Philharmonic fu pubblicizzata come la prima esecuzione orchestrale completamente professionale in oltre 90 anni.[9]